# بنتلی باکستربان
بنتلی باکستربان (آلمانی: Bentley Baxter Bahn؛ زادهٔ ۲۸ اوت ۱۹۹۲) بازیکن فوتبال اهل آلمان است.

## باشگاهی
از باشگاه‌هایی که در آن بازی کرده‌است می‌توان به باشگاه فوتبال سن پائولی اشاره کرد.